# ليندا هنتر
ليندا هنتر (بالإنجليزية: Linda Hunter)‏ هي عداءة المسافات الطويلة زيمبابوية، ولدت في 10 ديسمبر 1963.

## وصلات خارجية
- ليندا هنتر على موقع الاتحاد الدولي لألعاب القوى (الإنجليزية)
- ليندا هنتر على موقع اللجنة الأولمبية الدولية (الإنجليزية)
- ليندا هنتر على موقع أوليمبيديا (الإنجليزية)